# Michele Somma
Michele Somma (Salerno, 16 marzo 1995) è un calciatore italiano, difensore del Siena.

## Biografia
Nasce a Salerno da Carmen Bruzzese e Mario Somma, attuale allenatore di calcio ed ex calciatore.

## Caratteristiche tecniche
Somma è un difensore centrale capace di disimpegnarsi anche nel ruolo di laterale destro, e, all'occorrenza, anche sinistro. Il suo punto di forza è l'attenzione, che gli consente di leggere in anticipo le trame avversarie. Vanta una discreta tecnica individuale che gli consente di impostare il gioco dalle retrovie. Nonostante non sia altissimo, si fa apprezzare nel gioco aereo sia in fase difensiva sia offensiva.

## Carriera

### Club
Comincia a giocare a calcio nella Polisportiva Carso, società dilettantistica in provincia di Latina, dove, oltre ad essere utilizzato spesso e volentieri sotto età, ricopre con profitto il ruolo di centrocampista centrale. Nel 2009 entra a far parte del settore giovanile della Juventus dove gioca nelle categorie Giovanissimi e Allievi. Nel 2012 si trasferisce nel settore giovanile della Roma dove viene inserito nella formazione Primavera.
Nella stagione 2014-2015 viene aggregato alla prima squadra guidata da Rudi Garcia. Il 22 novembre 2014, a 19 anni, esordisce in Serie A, subentrando a Vasilīs Torosidīs all'inizio del secondo tempo della partita Atalanta-Roma (1-2) disputata a Bergamo. Il 2 febbraio 2015 viene ceduto in prestito all'Empoli, squadra dove però non riesce a trovare spazio, ottenendo unicamente una presenza in campionato alla 26ª giornata contro il Genoa.
Il 10 luglio 2015 la Roma lo cede nuovamente in prestito, al Brescia in Serie B. Dopo un infortunio iniziale, esordisce nella serie cadetta il 27 ottobre 2015, nella partita Crotone-Brescia (1-1). Il 21 novembre 2015, durante la partita Perugia-Brescia (4-0) allo stadio Curi, subisce un infortunio che gli provoca la rottura del legamento crociato anteriore del ginocchio destro con interessamento del menisco. Ritorna in campo il 20 maggio 2016, all'ultima giornata di campionato contro la Ternana.
Nell'estate 2018 viene acquistato dal Bari, ma dopo pochi giorni rimane svincolato dopo il fallimento della squadra biancorossa. Il 22 agosto 2018 firma per il Deportivo La Coruña, diventando il primo calciatore italiano a vestire la maglia del club galiziano.
Il 30 settembre 2020 torna in Italia firmando per il Palermo in Serie C. Esordisce in maglia rosanero il 7 ottobre contro la Ternana (0-0), indossando la fascia da capitano, e chiude la stagione collezionando 21 presenze ed 1 gol. Il 31 agosto 2022 rescinde il contratto con la squadra rosanero.
Il 7 settembre 2022 passa al Catania, che riparte dalla Serie D dopo il fallimento. Il 19 marzo 2023 la squadra vince il campionato con sei giornate d'anticipo, ritornando così fra i professionisti. Non viene riconfermato dopo la promozione, e il 15 dicembre 2023 firma per il Piacenza, ancora in Serie D.
Dopo due stagioni con la maglia degli emiliani, nel luglio 2025 si trasferisce al Siena, sempre in Serie D.

### Nazionale
Il 12 agosto 2015 ha esordito con la Nazionale Under-21 guidata da Di Biagio, giocando titolare nella partita amichevole Ungheria-Italia (0-0).

## Statistiche

### Presenze e reti nei club
Statistiche aggiornate al 4 maggio 2025.
| Stagione         | Squadra          | Campionato       | Campionato | Campionato | Coppe nazionali | Coppe nazionali | Coppe nazionali | Coppe continentali | Coppe continentali | Coppe continentali | Altre coppe | Altre coppe | Altre coppe | Totale | Totale |
| Stagione         | Squadra          | Comp             | Pres       | Reti       | Comp            | Pres            | Reti            | Comp               | Pres               | Reti               | Comp        | Pres        | Reti        | Pres   | Reti   |
| ---------------- | ---------------- | ---------------- | ---------- | ---------- | --------------- | --------------- | --------------- | ------------------ | ------------------ | ------------------ | ----------- | ----------- | ----------- | ------ | ------ |
| 2014-feb. 2015   | Roma             | A                | 1          | 0          | CI              | 0               | 0               | UEL                | 0                  | 0                  | -           | -           | -           | 1      | 0      |
| feb.-giu. 2015   | Empoli           | A                | 1          | 0          | CI              | 0               | 0               | -                  | -                  | -                  | -           | -           | -           | 1      | 0      |
| 2015-2016        | Brescia          | B                | 6          | 0          | CI              | 2               | 0               | -                  | -                  | -                  | -           | -           | -           | 8      | 0      |
| 2016-2017        | Brescia          | B                | 18         | 0          | CI              | 1               | 0               | -                  | -                  | -                  | -           | -           | -           | 19     | 0      |
| 2017-2018        | Brescia          | B                | 36         | 0          | CI              | 2               | 0               | -                  | -                  | -                  | -           | -           | -           | 38     | 0      |
| Totale Brescia   | Totale Brescia   | Totale Brescia   | 60         | 0          |                 | 5               | 0               |                    | -                  | -                  |             | -           | -           | 65     | 0      |
| 2018-2019        | Deportivo        | SD               | 10+3       | 1          | CR              | 1               | 0               | -                  | -                  | -                  | -           | -           | -           | 14     | 1      |
| 2019-2020        | Deportivo        | SD               | 14         | 1          | CR              | 1               | 0               | -                  | -                  | -                  | -           | -           | -           | 15     | 1      |
| Totale Deportivo | Totale Deportivo | Totale Deportivo | 24+3       | 2          |                 | 2               | 0               |                    | -                  | -                  |             | -           | -           | 29     | 2      |
| 2020-2021        | Palermo          | C                | 21         | 1          | -               | -               | -               | -                  | -                  | -                  | -           | -           | -           | 21     | 1      |
| 2021-2022        | Palermo          | C                | 6+1        | 0          | CI-C            | 0               | 0               | -                  | -                  | -                  | -           | -           | -           | 7      | 0      |
| ago.-set. 2022   | Palermo          | B                | 0          | 0          | CI              | 1               | 0               | -                  | -                  | -                  | -           | -           | -           | 1      | 0      |
| Totale Palermo   | Totale Palermo   | Totale Palermo   | 27+1       | 1          |                 | 1               | 0               |                    | 0                  | 0                  |             | -           | -           | 29     | 1      |
| 2022-2023        | Catania          | D                | 24         | 1          | CI-D            | -               | -               | -                  | -                  | -                  | -           | -           | -           | 24     | 1      |
| dic.2023-2024    | Piacenza         | D                | 18+1       | 0          | -               | -               | -               | -                  | -                  | -                  | -           | -           | -           | 19     | 0      |
| 2024-2025        | Piacenza         | D                | 29         | 1          | CI-D            | 2               | 0               | -                  | -                  | -                  | -           | -           | -           | 31     | 1      |
| Totale Piacenza  | Totale Piacenza  | Totale Piacenza  | 47+1       | 1          |                 | 2               | 0               |                    | 0                  | 0                  |             | -           | -           | 50     | 0      |
| 2025-2026        | Siena            | D                | 0          | 0          | CI-D            | -               | -               | -                  | -                  | -                  | -           | -           | -           | 0      | 0      |
| Totale carriera  | Totale carriera  | Totale carriera  | 189        | 5          |                 | 10              | 0               |                    | 0                  | 0                  |             | -           | -           | 199    | 5      |

### Cronologia presenze e reti in nazionale
| Cronologia completa delle presenze e delle reti in nazionale ― Italia under 21 | Cronologia completa delle presenze e delle reti in nazionale ― Italia under 21 | Cronologia completa delle presenze e delle reti in nazionale ― Italia under 21 | Cronologia completa delle presenze e delle reti in nazionale ― Italia under 21 | Cronologia completa delle presenze e delle reti in nazionale ― Italia under 21 | Cronologia completa delle presenze e delle reti in nazionale ― Italia under 21 | Cronologia completa delle presenze e delle reti in nazionale ― Italia under 21 | Cronologia completa delle presenze e delle reti in nazionale ― Italia under 21 |
| Data                                                                           | Città                                                                          | In casa                                                                        | Risultato                                                                      | Ospiti                                                                         | Competizione                                                                   | Reti                                                                           | Note                                                                           |
| ------------------------------------------------------------------------------ | ------------------------------------------------------------------------------ | ------------------------------------------------------------------------------ | ------------------------------------------------------------------------------ | ------------------------------------------------------------------------------ | ------------------------------------------------------------------------------ | ------------------------------------------------------------------------------ | ------------------------------------------------------------------------------ |
| 12-8-2015                                                                      | Telki                                                                          | Ungheria under 21                                                              | 0 – 0                                                                          | Italia under 21                                                                | Amichevole                                                                     | -                                                                              | 78’                                                                            |
| 10-11-2016                                                                     | Southampton                                                                    | Inghilterra under 21                                                           | 3 – 2                                                                          | Italia under 21                                                                | Amichevole                                                                     | -                                                                              | 61’                                                                            |
| Totale                                                                         |                                                                                | Presenze                                                                       | 2                                                                              |                                                                                | Reti                                                                           | 0                                                                              |                                                                                |

## Palmarès

### Club

#### Competizioni nazionali
- Serie D: 1

Catania: 2022-2023 (girone I)

### Nazionale
- Torneo Quattro Nazioni Under-20: 1

2015-2016